# Hieracium leurolonchum
Hieracium leurolonchum es una especie de planta con flor del género Hieracium, de la familia Asteraceae, orden Asterales.

## Distribución
Hieracium leurolonchum se distribuye por Suecia.

## Taxonomía
Fue descrita científicamente por Johanss. y Sam.
Tratamiento taxonómico
La especie aparece registrada en una sección de la publicación Bot. Not.